# Ferrovia Watarase Keikoku
La Ferrovia Watarase Keikoku (わたらせ渓谷鐵道?, Watarase Keikoku Tetsudō) è un operatore ferroviario del terzo settore che gestisce la linea Watarase Keikoku nelle prefetture di Gunma e Tochigi. È comunemente nota come Watetsu.

## Storia
L'azienda è stata fondata il 25 ottobre 1988. Il 29 marzo 1989 la JR East cede la linea Ashio, tra le stazioni di Kiryū e Matō, alla Watetsu che la rinomina linea Watarase Keikoku.

## Linee ferroviarie
L'azienda gestisce una linea.
- Linea Watarase Keikoku (わたらせ渓谷線?):	Kiryū - Matō (44.1 km, 17 stazioni)

## Materiale rotabile
Al 1º febbraio 2022, ci sono un totale di 15 veicoli, di cui 9 auto diesel, 4 carrozze e 2 locomotive diesel.
- Serie Wa89-310
- Serie WKT-500
- Serie WKT-510
- Serie WKT-520
- Serie WKT-550
- Serie Wa99 (carrozza)
- Serie DE10 (locomotiva)

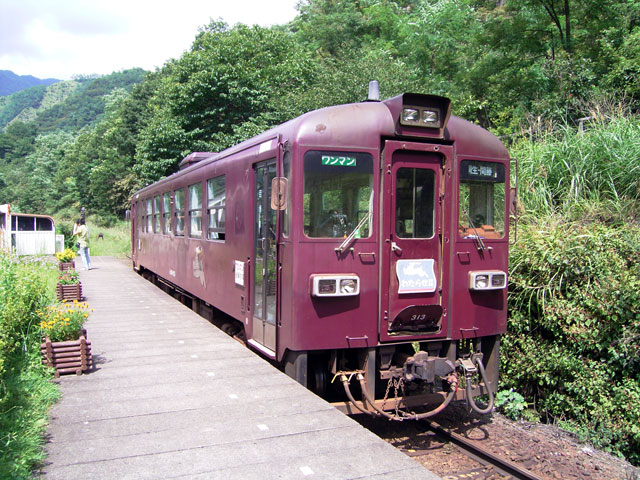
Wa89-310
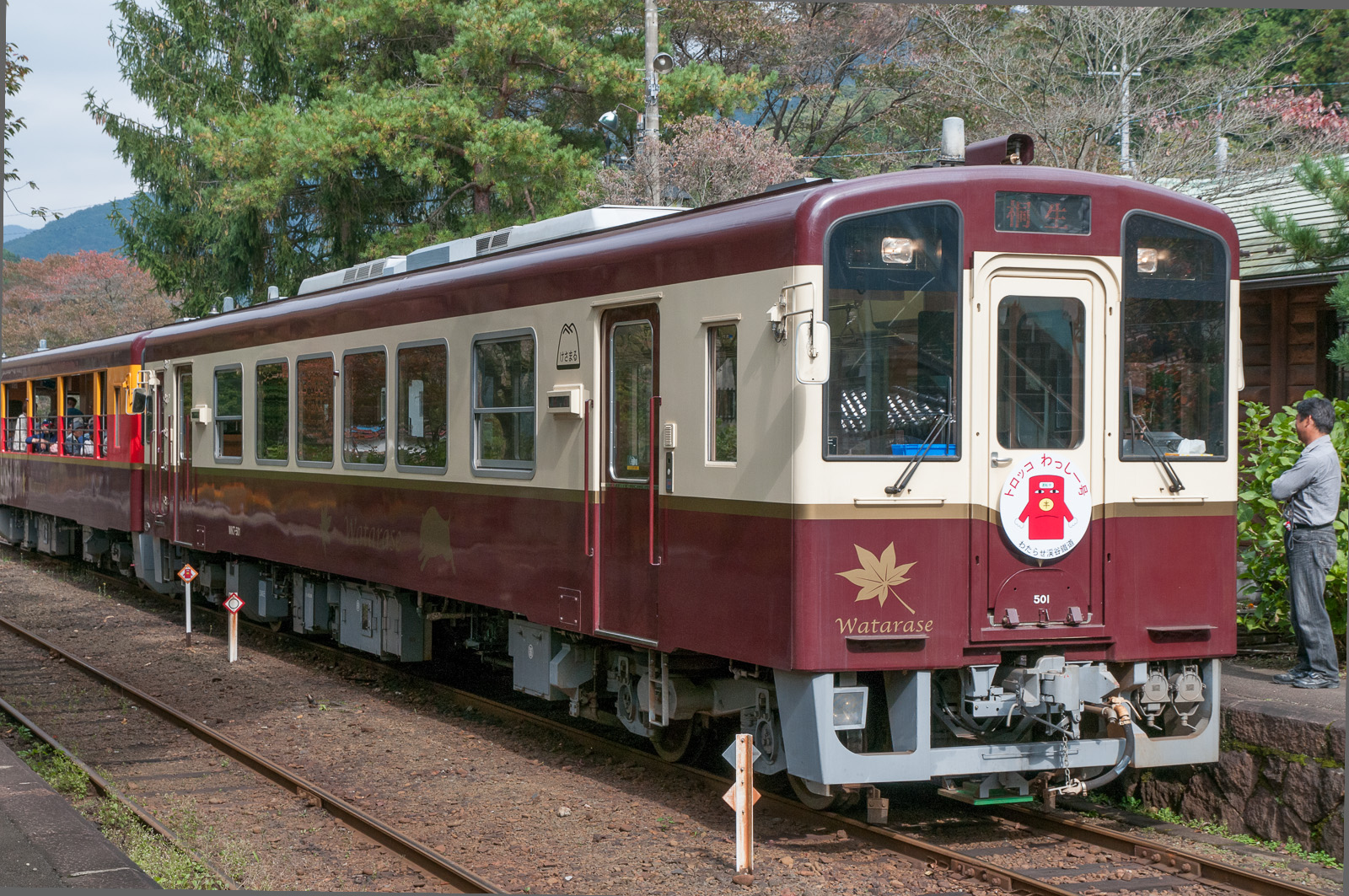
WKT-500
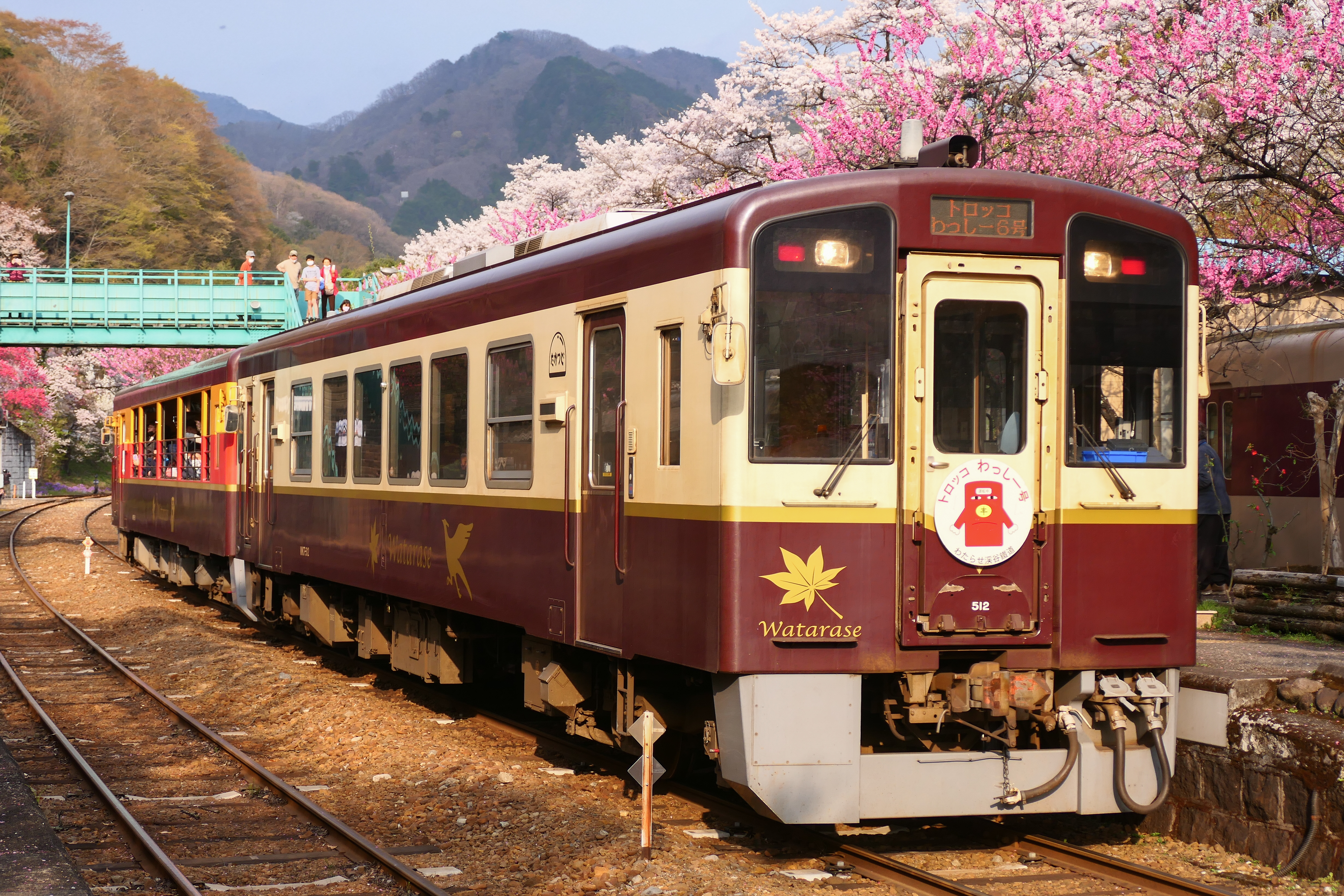
WKT-510
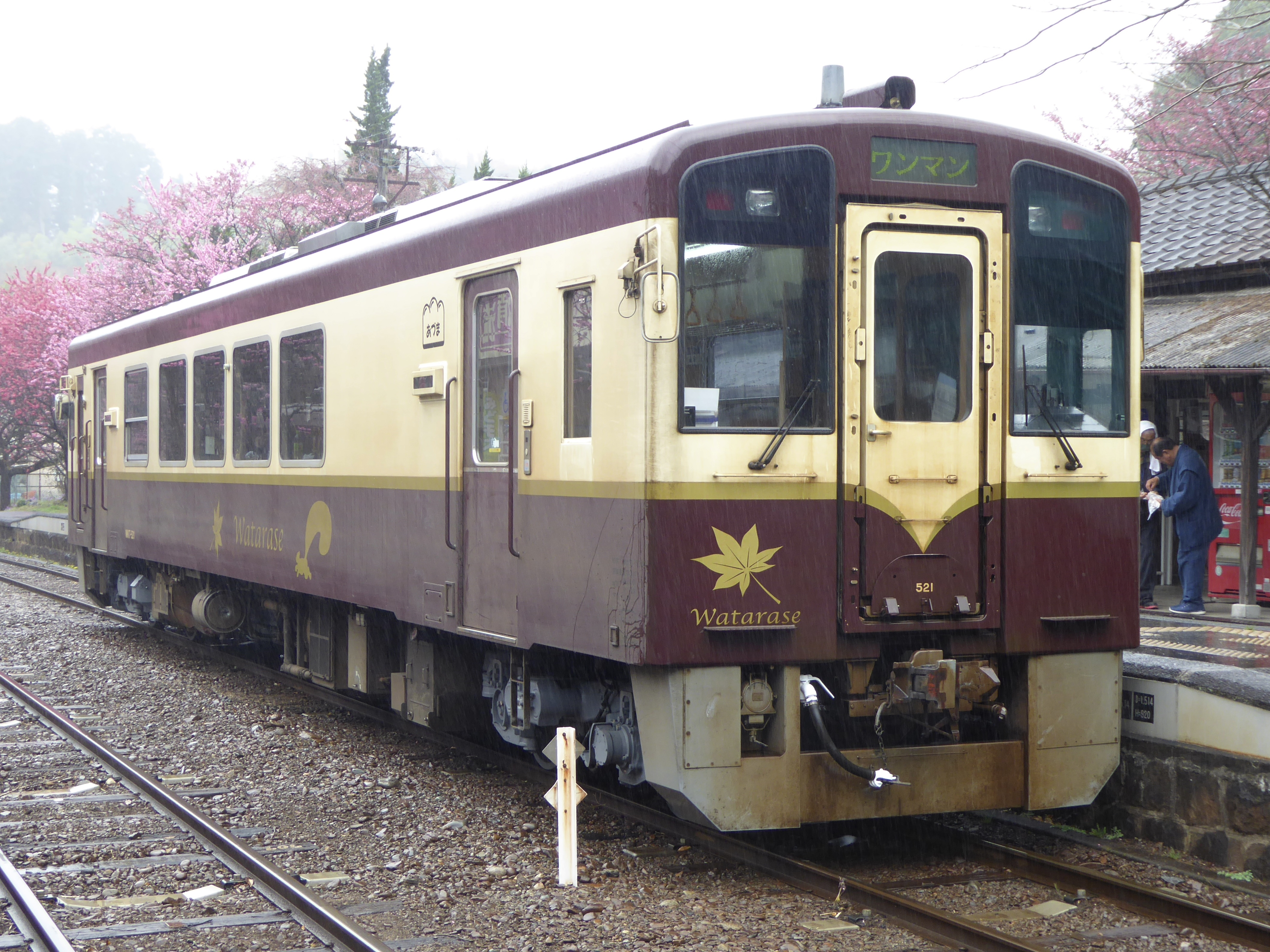
WKT-520
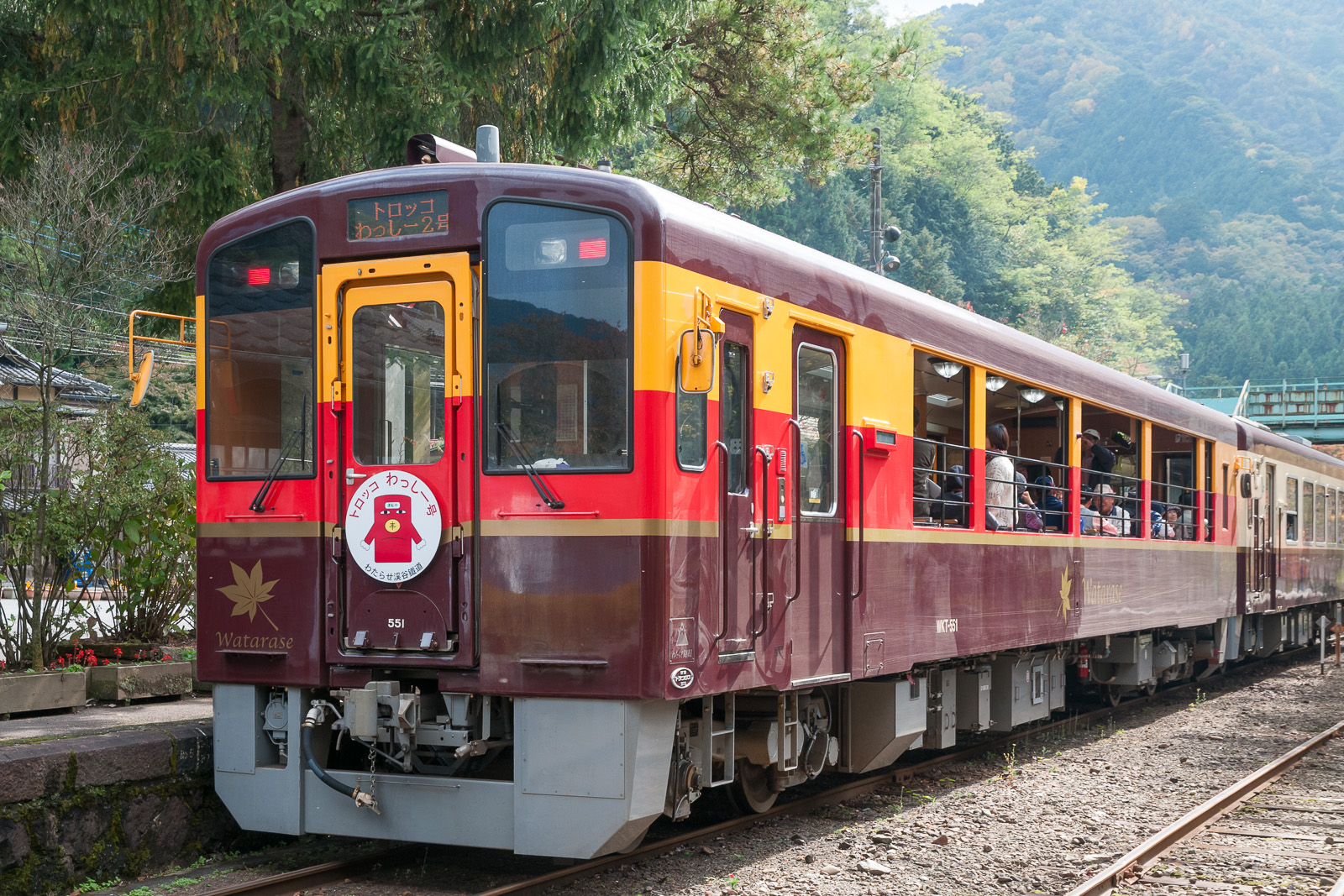
WKT-550
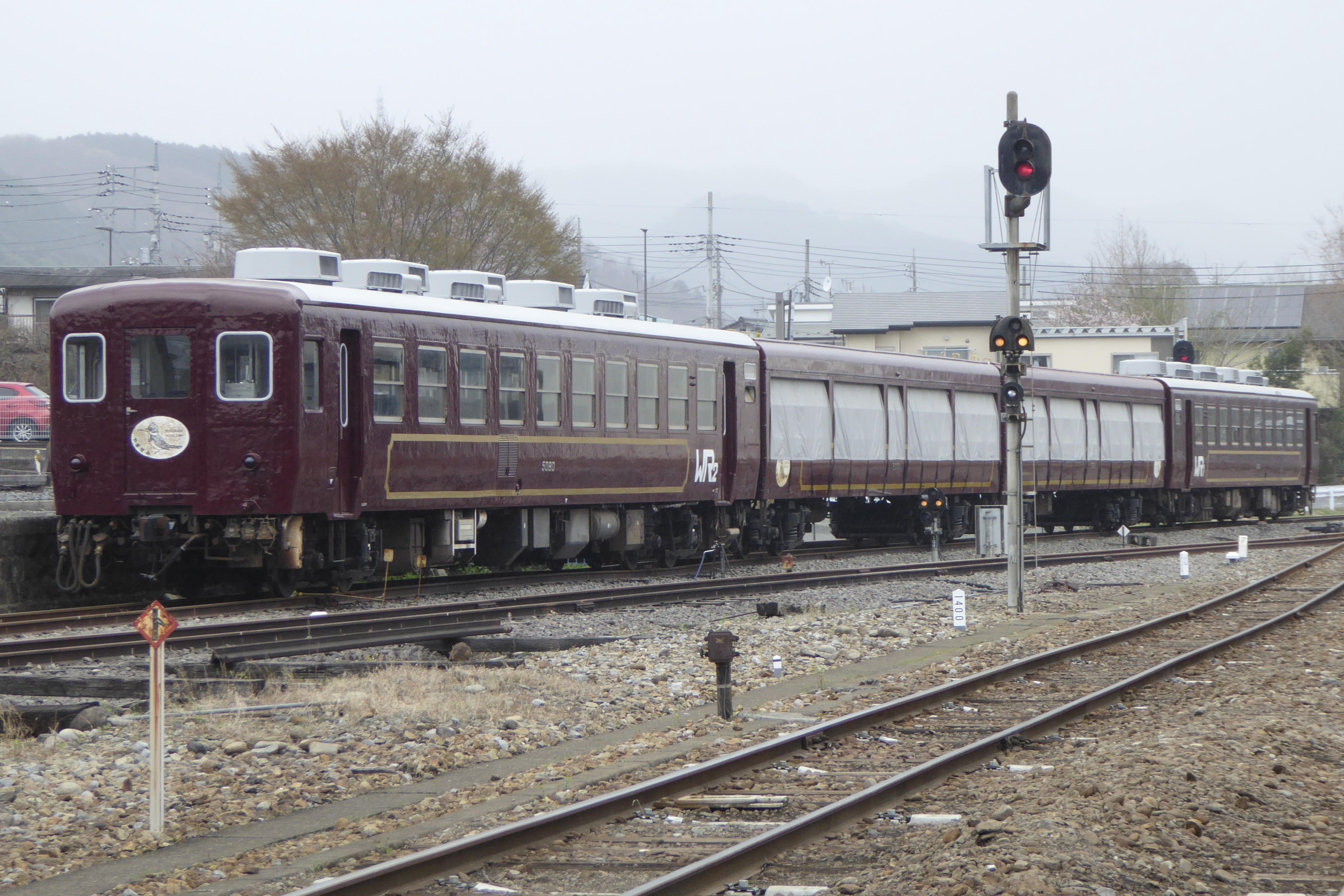
Wa99
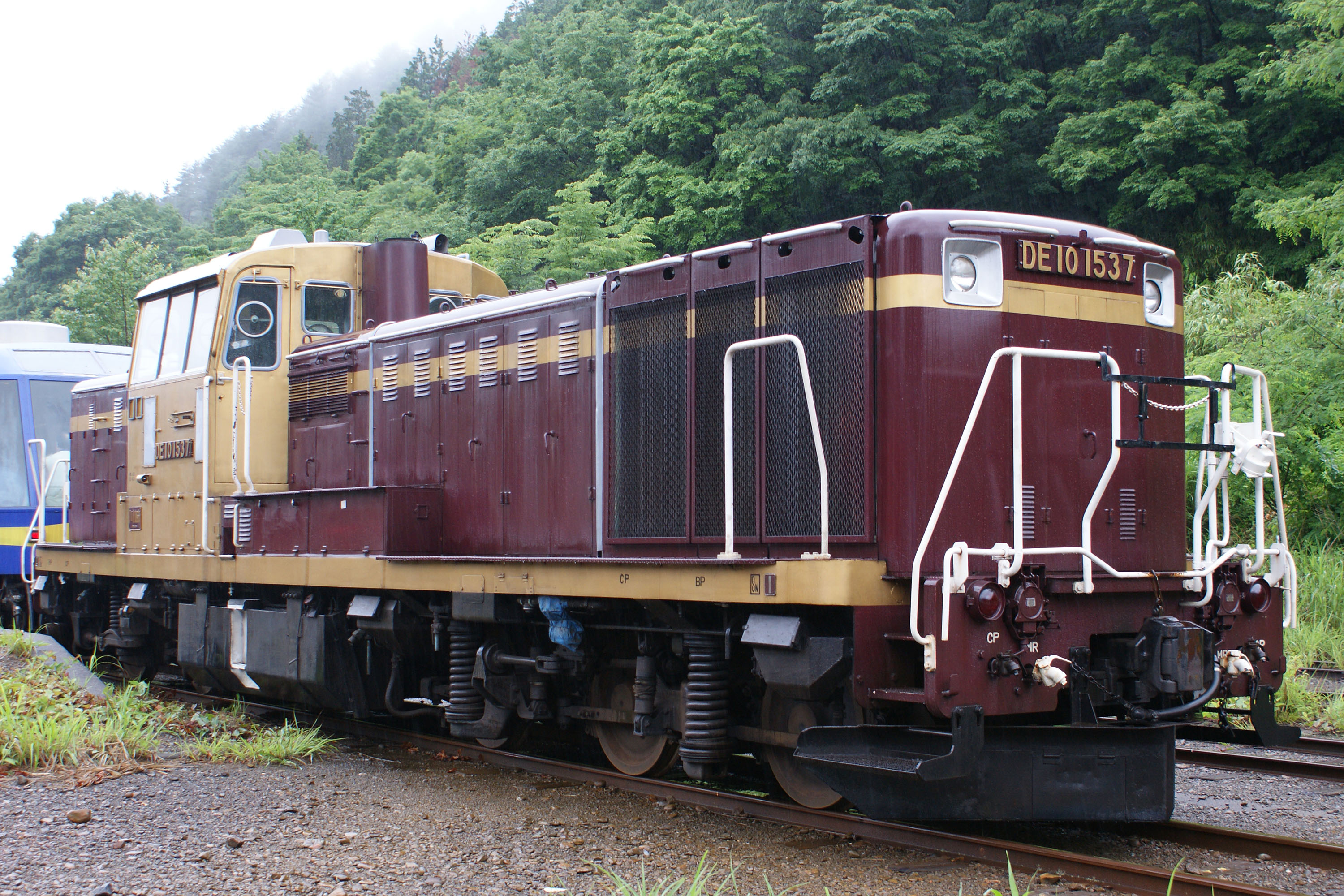
DE10